# Jermell Charlo
Jermell De'Avante Charlo (ur. 19 maja 1990 w Richmond) – amerykański pięściarz, aktualny zawodowy mistrz świata organizacji WBC, WBA, WBO oraz IBF w wadze junior średniej.

## Kariera zawodowa
Profesjonalną karierę pięściarską rozpoczął 8 grudnia 2012 roku, pokonując przez nokaut w pierwszej rundzie Coreya Sommersville.
Od 2010 do 2014 roku wygrał dwadzieścia dwie walki. 25 stycznia tegoż roku zmierzył się z doświadczonym Gabrielem Rosado (21-7, 11 KO), co miało być jego najtrudniejszym zawodowym testem. Wygrał na punkty (97-93, 99-91, 100-90).
28 marca 2015 roku podjął byłego pretendenta do tytułu mistrza świata, Vanesa Martirosyana (35-1-1, 21 KO). Zwyciężył jednogłośną decyzją sędziów (97-93, 96-94, 96-94).
31 października 2015 roku spotkał się w ringu z Joachimem Alcine (35-7-2, 21 KO). Znokautował rywala w szóstym starciu.
21 maja 2016 roku w Las Vegas zawalczył o wakujący tytuł mistrza świata federacji WBC w wadze junior średniej. Jego rywalem był John Jackson (20-2, 15 KO). Wygrał przez nokaut w ósmej rundzie, choć do momentu przerwania pojedynku przegrywał na kartach wszystkich sędziów (3x 64-69).
22 kwietnia 2017 roku w pierwszej obronie tytułu znokautował w szóstej rundzie Charlesa Hatleya (26-1-1, 18 KO).
14 października 2017 roku w Nowym Jorku znokautował już w pierwszej rundzie obowiązkowego pretendenta do tytułu, Ericksona Lubina (18-1, 13 KO).
9 czerwca 2018 pokonał  w Los Angeles rodaka Austina Trouta (31-5, 17 KO) i po raz trzeci obronił tytuł mistrza świata wagi junior średniej federacji WBC. Po  ostatnim gongu jeden z sędziów typował remis 113:113, za to dwaj pozostali wskazali na Charlo - 115:111 i 118:108.
21 grudnia 2019 w kalifornijskim Ontario, pokonał przed czasem Tony'ego Harrisona (28-3, 21 KO) i odzyskał tytuł mistrza świata wagi junior średniej federacji WBC.
26 września 2020 w Mohegun Sun Casino w Uncasville znokautował w ósmej rundzie Jeisona Rosario (20-2-1, 14 KO), unifikując tym samym tytuły mistrza świata federacji WBC, WBA, oraz IBF w wadze junior średniej.

### Walka unifikacyjna z Brianem Carlosem Castano
17 lipca 2020 w AT&T Center w San Antonio, zmierzył się z Brianem Carlosem Castano (17-0-2, 12 KO) mistrzem federacji WBO. Argentyńczyk boksował na stałym pressingu. Po dwunastu rundach sędziowie punktowali nie jednogłośnie - 114:113 Castano, 117:111 Charlo i 114:114. Pojedynek zakończył się remisem, obaj pięściarze zachowali swoje pasy mistrzowskie.

### Rewanż z Brianem Carlosem Castano
14 maja 2022 w Dignity Health Sports Park w Carson doszło do jego rewanżowego pojedynku z Brianem Carlosem Castano (17-1-2, 12 KO). Zwyciężył przez KO w 10. rundzie, unifikując pasy mistrzowskie federacji WBC, WBA, IBF oraz WBO. Do momentu przerwania pojedynku sędziowie punktowali 89-82, 87-84, 88-83 na jego korzyść.